# ゴゴワイド
『ゴゴワイド』は、2014年4月1日から、毎週月曜日 - 金曜日の14 - 16時台にかけて、テレビ朝日で放送されている関東ローカルのドラマ再放送枠である。

## 概要
前身ドラマ再放送枠の『劇的5ch!』と『劇的空間』を統合し、さらに2014年春の昼枠改編で、『徹子の部屋』と『上沼恵美子のおしゃべりクッキング（以下:「おしゃべりクッキング」、朝日放送制作）』の両番組を、ともに12時台へ移行することによって、空いた13時台にも再放送枠を拡大する形でスタート。
半年後の2014年10月改編で、21分間へと大幅に短縮した『ワイド!スクランブル・第2部』を75分間に拡充（12:30 - 13:45）するのと、『おしゃべりクッキング』（13:45 - 14:00）と『東京サイト』（14:00 - 14:04）の枠移動のため、13時台が廃枠。開始時間も14:04に繰り下がった。これ以降、おおよそ14 - 16時台で放送され続けている。
2015年度と2016年度は、金曜日に限り後続番組の『スーパーJチャンネル』が15:50から開始することに伴い、1時間短縮となっていたが、2017年度からは金曜日の放送時間が、月曜日から木曜日と同じ16:50に統一されたため、放送時間が2時間から3時間に復した。
2018年4月改編で、放送開始時刻が5分拡大・前倒しされ13:59となった。
2020年4月改編により、同年3月30日からの放送時間は10分前倒しされ、13:49 - 16:40に変更した。
2021年10月改編により、同年10月4日からは放送時間を5分繰り下げ、13:54 - 16:45に変更。(13:49 - 13:54にANNニュースが放送されるため)
2022年10月改編において、金曜14時台に「午後もじゅん散歩」が放送開始のため、金曜のみ14:52 - 16:45に変更。
2023年10月改編において、同年10月3日からは放送時間を1分繰り下げたうえで2分拡大し、13:55 - 16:48(金曜のみ14:53 - 16:48)に変更（13:45 - の『東京サイト』が1分拡大されること及び、後続番組『スーパーJチャンネル』が3分繰り下げ・短縮されることを受けて）。

## 内容
前身2番組と同じく、テレビ朝日系で放送されていた東映制作のテレビドラマを再放送しているが、時代劇は早朝の『おはよう!時代劇』で放送されていることから、現代劇に限って放送されている。
放送する番組によっては1時間ドラマを3部構成（第1部、13:54 - 14:50）（第2部、14:50 - 15:48）（第3部、15:48 - 16:45）で放送されたり、2時間ドラマ（主に「土曜ワイド劇場」枠や「日曜ワイド」枠で放送された作品）と1時間ドラマを1つずつ放送する2部構成（第1・2部、13:54 - 15:48）（第3部、15:48 - 16:45）で放送されたりと自由な編成をとっている。
基本的に放送する作品は決まってないが第3部（15:48 - 16:45）は連日、テレビドラマ『相棒』シリーズが放送されることがほとんどであり、その際は『劇的空間』のサブ枠名で用いられていた枠名『相棒セレクション』が付けられている。

## 放送時間
※表記は全て日本時間。
| 期間      | 期間      | 月曜日 - 木曜日                       | 金曜日                                |
| --------- | --------- | ------------------------------------- | ------------------------------------- |
| 2014.4.1  | 2014.9.26 | 13:05 - 14:55 14:59 - 16:53 （224分） | 13:05 - 14:55 14:59 - 16:53 （224分） |
| 2014.9.29 | 2015.3.27 | 14:04 - 16:53（169分）                | 14:04 - 16:53（169分）                |
| 2015.3.30 | 2017.3.31 | 14:04 - 16:50（166分）                | 14:04 - 15:50（106分）                |
| 2017.4.3  | 2018.3.30 | 14:04 - 16:50（166分）                | 14:04 - 16:50（166分）                |
| 2018.4.2  | 2020.3.27 | 13:59 - 16:50（171分）                | 13:59 - 16:50（171分）                |
| 2020.3.30 | 2021.10.1 | 13:49 - 16:40（171分）                | 13:49 - 16:40（171分）                |
| 2021.10.4 | 2022.9.30 | 13:54 - 16:45（171分）                | 13:54 - 16:45（171分）                |
| 2022.10.3 | 2023.9.29 | 13:54 - 16:45（171分）                | 14:52 - 16:45（113分）                |
| 2023.10.3 | 現在      | 13:55 - 16:48（173分）                | 14:53 - 16:48（115分）                |

## 備考
- ゴゴワイド第1部開始時には、テレビ朝日のマスコットキャラクターの「ゴーちゃん。」のアニメを使用したOPと提供クレジットが流れる。
- ゴゴワイド第3部のエンディング終了後は後続番組『スーパーJチャンネル』にステーションブレイク無しで接続する。
- 午後に重要な中継や地震など緊急を要する事柄が放送時間前に発生した場合は前座番組の『ワイド!スクランブル』の放送時間拡大、『スーパーJチャンネル』の開始時間前倒し、『ANN報道特別番組』などの編成で、当番組が打ち切り、放送休止もしくは短縮になることがある。その際は翌日もしくは翌週に放送内容が順延する。
- EPGや新聞などの番組表では、番組名のみが表記されている。局の公式ページでも同様。
- 系列局の福島放送（KFB）の同時間帯の再放送枠のタイトルは『KFBゴゴワイド』であるが、テレビ朝日系列の作品やテレビ東京系列の作品を中心に放送している。[12]